# Lansen-Schönau
Lansen-Schönau este o comună din landul Mecklenburg-Pomerania Inferioară, Germania.
1. ↑  Gebietsänderungen in Mecklenburg-Vorpommern (PDF) (în germană), Statistisches Amt Mecklenburg-Vorpommern[*], 28 februarie 2005, p. 8, arhivat din original (PDF) la |archive-url= necesită |archive-date= (ajutor), accesat în 12 noiembrie 2016
2. ↑  „Fläche am 31.12. nach Gemeinden”, SIS-Online (în germană), Statistisches Amt Mecklenburg-Vorpommern[*], accesat în 12 noiembrie 2016
3. ↑  „Fläche am 31.12. nach Gemeinden”, SIS-Online (în germană), Statistisches Amt Mecklenburg-Vorpommern[*], accesat în 12 noiembrie 2016